# Croton novi-friburgi
Espèce
Croton novi-friburgi est une espèce de plantes à fleurs du genre Croton et de la famille des Euphorbiaceae présente au Brésil (Rio de Janeiro).
Il a pour synonyme :
- Oxydectes novi-friburgi, (Müll.Arg.) Kuntze